# Kazuki Tanaka (Fußballspieler)
Kazuki Tanaka (japanisch 田中 和樹 Tanaka Kazuki; * 13. Januar 2000 in der Präfektur Tochigi) ist ein japanischer Fußballspieler.

## Karriere
Tanaka erlernte das Fußballspielen in der Jugendmannschaft vom Pal SC sowie in den Schulmannschaften der Verdy SS Oyama und der Urawa Gakuin High School.  Von Mai 2017 bis Saisonende wurde er von der High School an die U23-Mannschaft des FC Tokyo ausgeliehen. Für den Drittligisten absolvierte er als Jugendspieler drei Drittligaspiele. Im April 2018 wechselte er von der High School zur Hōsei-Universität. Von der Universität wurde er im Mai 2021 an den Zweitligisten Kyōto Sanga ausgeliehen. Mit dem Verein aus Kyōto feierte er Ende 2021 die Vizemeisterschaft und den Aufstieg in die erste Liga. Nach Saisonende wurde er am 1. Februar 2022 fest unter Vertrag genommen. 2022 stand er einmal für Kyōto auf dem Spielfeld. Zu Beginn der Saison 2023 wurde er an den Zweitligisten JEF United Ichihara Chiba ausgeliehen. Hier bestritt er 39 Ligaspiele. Nach der Ausleihe wurde er am 1. Februar 2024 fest von JEF United unter Vertrag genommen.

## Erfolge
Kyoto Sanga FC
- Japanischer Zweitligavizemeister: 2021  ▲